# Android Gingerbread
Android 2.3 Gingerbread este a șaptea versiune de Android, lansată în decembrie 2010. Versiunea Gingerbread a introdus suport pentru NFC – utilizat în soluțiile de plată mobilă – și Protocolul de inițiere a sesiunii (SIP) – utilizat în telefoanele cu internet VoIP. Primul telefon cu Android Gingerbread a fost Nexus S.
Interfața cu utilizatorul a fost îmbunătățită în Gingerbread, făcându-l mai rapid, mai ușor de utilizat și mai eficient din punct de vedere energetic. O schemă simplificată de culori, cu un fundal negru, a oferit strălucire și contrast barei de notificări, meniurilor și altor componente ale interfeței cu utilizatorul. Îmbunătățirile aduse meniurilor și setărilor au avut ca rezultat navigarea și controlul sistemului mai ușor.
Smartphone-ul Nexus S, lansat în decembrie 2010, a fost primul telefon din linia Google Nexus care rula Android Gingerbread și, de asemenea, primul din serie cu funcționalitate NFC încorporată.